# The Hunter (2011)
The Hunter (bra: O Caçador; prt: O Caçador: Último Tigre-da-Tasmânia) é um filme australiano de 2011, dirigido por Daniel Nettheim, com roteiro baseado no livro homônimo de Julia Leigh.
Willem Dafoe, o protagonista, teve aulas com um caçador de verdade sobre armadilhas, métodos de caça e como sobreviver na vida selvagem; ele afirmou em entrevista que nunca esteve em um ambiente selvagem como aquele da Tasmânia e que sofreu muito com o frio, as mudanças bruscas do tempo e com o ataque de sanguessugas.

## Enredo
Conta a história de um mercenário enviado para caçar vivo o último tigre-da-tasmânia, que se julgava extinto.

## Elenco
- Willem Dafoe ... Martin David
- Sam Neill ... Jack Mindy
- Frances O'Connor ... Lucy Armstrong
- Morgana Davies ... Sass Armstrong
- Sullivan Stapleton ... Doug
- Callan Mulvey ... caçador rival
- Dan Wyllie ... jogador na piscina
- Jacek Koman ... Middleman
- Maia Thomas ... Shakti
- Jamie Timony ... Free
- Finn Woodlock ... Bike Armstrong
- John Brumpton ... publicano
- Dan Spielman ... Simon